# Piccolo imprenditore
Nell'ordinamento giuridico italiano, sono piccoli imprenditori:
- il coltivatore diretto del fondo;
- l'artigiano;
- il piccolo commerciante;
- coloro che esercitano un'attività professionale organizzata prevalentemente con il lavoro proprio (impresa individuale) e dei componenti della propria famiglia (impresa familiare).

La figura è individuata dall'art. 2083 del codice civile.

## Tipizzazione codicistica
Perché si abbia impresa di piccole dimensioni è necessario:
- che l'imprenditore presti il proprio lavoro nell'impresa;
- che il lavoro dell'imprenditore e dei suoi familiari prevalga sia rispetto ad eventuali prestazioni lavorative di terzi sia rispetto al fattore capitale.

Secondo un orientamento, il coltivatore diretto e il piccolo commerciante sarebbero per definizione piccoli imprenditori a prescindere dal rispetto del criterio della prevalenza. Un altro orientamento ritiene il criterio applicabile anche a questi, dato che la categoria finale funge da norma di chiusura del sistema.
Per valutare la prevalenza bisogna adottare un criterio qualitativo-funzionale, ossia la posizione effettiva dell'imprenditore all'interno dell'impresa. Pertanto, non sarà mai qualificabile come piccolo imprenditore colui che, pur esercitando l'attività esclusivamente con il proprio lavoro, utilizza ingenti investimenti di capitale anche se non si avvale di alcun collaboratore.
Al piccolo imprenditore si applica la disciplina generale sull'impresa ma non lo statuto dell'imprenditore commerciale: egli è dunque esonerato dall'obbligo di tenuta delle scritture contabili (art. 2214, 3° comma, c.c.). Dopo l'istituzione del Registro delle imprese ad opera della legge n. 580/93, il piccolo imprenditore deve iscriversi nella sezione speciale di detto registro con efficacia di pubblicità notizia e certificazione anagrafica. Inoltre, al piccolo imprenditore non si applica la norma speciale che consente, in deroga alla regola generale, la sopravvivenza della proposta o dell'accettazione contrattuale alla morte o alla sopravvenuta incapacità dell'imprenditore medesimo (art. 1330 c.c.).

## Trattamento fiscale
Sempre in Italia, dal punto di vista fiscale c'è molta differenza tra lavoratore autonomo (ha ritenuta d'acconto e non deve iscriversi alla Camera di commercio) e imprenditore individuale (non ha ritenuta di acconto e deve iscriversi alla Camera di Commercio), anche se il piccolo imprenditore è, a volte, assimilato nel senso comune al lavoratore autonomo.

## Nel panorama produttivo italiano
In Italia, nel 2010 quasi i due terzi delle imprese sono individuali (circa 2,9 milioni e 4,4 milioni di addetti, con un numero medio di addetti pari a 1,5) (fonte ISTAT). Le imprese senza lavoratori dipendenti ammontano a oltre 2.916.000 e rappresentano il 65,4% del totale delle imprese attive. Nella stragrande maggioranza, 2.503.000, si tratta di imprese che hanno un solo lavoratore indipendente.

## Il piccolo imprenditore nella legge fallimentare

### La legge fallimentare del 1942
Il piccolo imprenditore era definito anche dalla legge fallimentare ai fini dell'assoggettabilità a fallimento. La legge ricorreva a criteri quantitativi, a differenza della previsione codicistica fondata su criteri qualitativi.
Secondo l'originario art. 1, comma 2°, l.fall., erano considerati piccoli imprenditori:
- gli imprenditori esercenti un'attività commerciale, i quali fossero stati riconosciuti, in sede di accertamento ai fini dell'imposta di ricchezza mobile, titolari di un reddito inferiore al minimo imponibile;
- quando fosse mancato l'accertamento ai fini dell'imposta di ricchezza mobile, gli imprenditori esercenti un'attività commerciale nella cui azienda risultava essere stato investito un capitale non superiore a lire trentamila (parametro successivamente aggiornato a novecentomila lire dalla legge 20 ottobre 1952, n. 1375).
- In nessun caso sono considerati piccoli imprenditori le società commerciali.

Questa disposizione, peraltro, conviveva con la previsione codicistica che escludeva il piccolo imprenditore dal fallimento e dalle altre procedure concorsuali (art. 2221 c.c.).

### Erosione dei parametri quantitativi
Entrambi i criteri di cui sopra sono venuti meno. L'imposta di ricchezza mobile è stata abolita dalla riforma tributaria del 1973 con effetto dal 1º gennaio 1974 (art. 82, d.p.r. 29 settembre 1973, n. 597), mentre il criterio del capitale investito è stato dichiarato costituzionalmente illegittimo dalla Corte costituzionale con sentenza 22 dicembre 1989, n. 570. Del 2° comma dell'art. 1 l. fall. restava dunque soltanto l'ultimo periodo, che impediva di potere qualificare piccoli imprenditori le società commerciali; per il resto, tornavano operativi i criteri qualitativi stabiliti dal codice civile.
L'assoggettabilità a fallimento delle società commerciali, prevista a prescindere dalla sussistenza di qualsiasi parametro qualitativo o quantitativo, era stata più volte criticata dalla dottrina per la disparità di trattamento con l'imprenditore persona fisica, ma aveva resistito a numerose denunce di incostituzionalità, dichiarate sempre infondate o manifestamente inammissibili dai giudici della Consulta.

### La riforma del diritto fallimentare
La riforma del diritto fallimentare attuata con il decreto legislativo 9 gennaio 2006, n. 5, a sua volta modificata dal decreto correttivo 12 settembre 2007, n. 169, ha reintrodotto un sistema basato su criteri quantitativi e monetari, in ossequio alla direttiva del legislatore delegante di «semplificare la disciplina attraverso l'estensione dei soggetti esonerati dall'applicabilità dell'istituto» (art. 1, comma 6, lett. a, n. 1, legge delega 14 maggio 2005, n. 80).

#### La riforma del 2006
L'art. 1 l. fall., come modificato dal d.lgs. 5/06, esenta dal fallimento i piccoli imprenditori, sia individuali che collettivi, eliminando la disparità di trattamento tra le due categorie.
In modo apparentemente contorto il 2° comma della nuova norma disponeva che non sono piccoli imprenditori quelli che, anche alternativamente:
1. hanno effettuato investimenti nell'azienda per un capitale di valore superiore a euro trecentomila;
2. hanno realizzato, in qualunque modo risulti, ricavi lordi calcolati sulla media degli ultimi tre anni o dall'inizio dell'attività se di durata inferiore, per un ammontare complessivo annuo superiore a euro duecentomila.

L'ultimo comma, per evitare che tali parametri divengano col tempo inadeguati, stabilisce un aggiornamento ogni 3 anni con decreto del Ministro della giustizia sulla base della media delle valutazioni Istat dei prezzi al consumo per famiglie di operai e impiegati intervenute nel periodo di riferimento.
La mancata abrogazione espressa dell'art. 2221 c.c. potrebbe porre alcuni problemi di coordinamento con la nuova disciplina fallimentare. Questa, infatti, non fornisce più alcuna definizione speciale di piccolo imprenditore ai fini dell'assoggettabilità a fallimento, limitandosi a fissare una serie di parametri quantitativi del tutto svincolati dalla figura del piccolo imprenditore; se ne potrebbe ricavare, in linea del tutto teorica, che i piccoli imprenditori, così come tipizzati dal codice civile, non siano mai assoggettati a fallimento. La giurisprudenza ha tuttavia ritenuto che il predetto art. 2221 c.c. sia stato implicitamente abrogato per incompatibilità con l'attuale legge fallimentare: pertanto, la qualità di piccolo imprenditore non ha più alcuna rilevanza ai fini dell'assoggettabilità a fallimento, dovendosi unicamente accertare la sussistenza dei presupposti quantitativi fissati dalla legge fallimentare.

#### Il decreto correttivo del 2007
La riformulazione della norma aveva subito creato notevoli problemi pratici; in primo luogo si riproponeva il tradizionale quesito del rapporto con l'art. 2083 c.c., se di integrazione reciproca (tesi minoritaria) o di indipendenza (tesi maggioritaria); in secondo luogo non era chiaro a chi spettasse la prova dei parametri quantitativi, se al creditore istante o al debitore chiamato a difendersi, il che aveva drasticamente ridotto il numero delle imprese fallite ben oltre le intenzioni deflative del legislatore delegante.
Questi problemi sono stati risolti dal decreto correttivo n. 169/07, che ha nuovamente modificato l'art. 1 l. fall.:
- non si menziona più il piccolo imprenditore tra i soggetti esentati dal fallimento;
- l'esenzione è conseguenza del mancato superamento, da parte di qualunque imprenditore commerciale individuale o collettivo, dei parametri dimensionali;
- il debitore ha l'onere della prova di trovarsi al di sotto di tutti i parametri;
- i parametri sono diventati tre e i due preesistenti sono stati sensibilmente ritoccati:

1. aver avuto, nei tre esercizi antecedenti la data di deposito della istanza di fallimento o dall'inizio dell'attività se di durata inferiore, un attivo patrimoniale di ammontare complessivo annuo non superiore ad euro trecentomila;
2. aver realizzato, nei tre esercizi precedenti, ricavi lordi per un ammontare complessivo annuo non superiore ad euro duecentomila
3. avere un ammontare di debiti anche non scaduti non superiore ad euro cinquecentomila.

Diversamente da quanto previsto dal d.lgs. 5/2006, occorre tuttavia il possesso congiunto dei sopracitati requisiti per non essere esposto alla disciplina del fallimento, mentre basta aver superato anche uno solo degli indicati limiti dimensionali per uscire dall'area di esenzione e diventare soggetto fallibile. Quanto al piccolo imprenditore, esso cessa di essere una nozione appartenente al diritto fallimentare per rimanere confinata nel codice civile come criterio di applicazione di una disciplina ormai fortemente ridotta (non obbligatorietà delle scritture contabili, iscrizione nel registro delle imprese con efficacia di mera pubblicità notizia, caducazione delle proposte ed accettazioni contrattuali, e poco altro).

## L'impresa artigiana
È colui che esercita personalmente, e in qualità di titolare, l'impresa artigiana, assumendone la piena responsabilità con tutti gli oneri e i rischi inerenti alla sua direzione e gestione, svolgendo il proprio lavoro anche manuale nel processo produttivo. In questa categoria dei piccoli imprenditori rientra anche l'imprenditore artigiano. La legge 25 luglio 1956, n. 860, affermava espressamente che l'impresa rispondente ai requisiti fondamentali da essa previsti era da considerarsi artigiana a tutti gli effetti di legge (art. 1, 1° comma), ivi compresa la non soggezione al fallimento. Questa nozione speciale si andava tuttavia a contrapporre con la nozione del codice civile e della legge fallimentare.
La problematica è stata superata con l'emanazione della legge quadro per l'artigianato (Legge 8 agosto 1985, n. 443), che ha abrogato la normativa precedente fornendo una nuova e definitiva nozione di impresa artigiana. Essa è contraddistinta dai seguenti elementi:
- il ruolo preponderante dell'artigiano, che deve prestare in misura prevalente il proprio lavoro anche manuale nel processo produttivo (art. 2, 1° comma); deve comunque essere in possesso di tutti i requisiti tecnico-professionali previsti dalle leggi speciali;
- l'oggetto dell'impresa, che oggi può essere costituito da qualsiasi attività di produzione di beni, anche semilavorati o di prestazioni di servizi; sono escluse le attività agricole e le attività di prestazione di servizi commerciali, di intermediazione nella circolazione dei beni o ausiliarie di queste ultime, di somministrazione al pubblico di alimenti e bevande.

Titolare di un'impresa artigiana può essere anche una società, purché sia organizzata in forma di società in nome collettivo, società in accomandita semplice, società a responsabilità limitata, sia unipersonale che pluripersonale, o società cooperativa, con esclusione pertanto delle sole società per azioni e società in accomandita per azioni; è inoltre necessario che la maggioranza dei soci, o uno in caso di due soci, svolga in prevalenza lavoro personale, anche manuale, nel processo produttivo ma non, si badi, che il suo lavoro abbia preminenza sugli altri fattori produttivi (art. 3 legge quadro, come modificato dapprima dalla legge 20 maggio 1997, n. 133, che ha consentito l'utilizzo della società a responsabilità limitata unipersonale, e poi dalla legge 5 marzo 2001, n. 57, che ha esteso l'opzione alla s.r.l. pluripersonale).
L'impresa artigiana non può oltrepassare i limiti dimensionali fissati dall'art. 4 della legge quadro e deve iscriversi in un apposito albo previsto dal successivo art. 5 al fine di godere delle provvidenze ed agevolazioni previste dalla disciplina di dettaglio.